# Campeonato Mundial de Triatlo de 2004
O Campeonato Mundial de Triatlo de 2004 foi a 16º edição do evento máximo do triatlo, aconteceu na Ilha da Madeira, Portugal no dia 9 de maio, organizado pela International Triathlon Union (ITU).

## Resultados
| Evento           | Ouro                   | Prata                  | Bronze                        |
| ---------------- | ---------------------- | ---------------------- | ----------------------------- |
| Elite Masculino  | Bevan Docherty (NZL)   | Iván Raña (ESP)        | Dmitriy Gaag (KAZ)            |
| Elite Feminino   | Sheila Taormina (USA)  | Loretta Harrop (AUS)   | Laura Bennett (USA)           |
| Sub-23 Masculino | Sebastian Dehmer (GER) | Jan Frodeno (GER)      | Ruedi Wild (SUI)              |
| Sub-23 Feminino  | Annabel Luxford (AUS)  | Vendula Frintova (CZE) | Maria del Socorro Joyce (PHI) |